# EX-376
La EX-376 es una carretera de titularidad de la Junta de Extremadura. Su categoría es local. La denominación oficial es   EX-376 , de   EX-374  a Herrera de Alcántara.

## Historia de la carretera
Es la antigua CC-223 que fue renombrada en el cambio del catálogo de Carreteras de la Junta de Extremadura en el año 1997.
En el Decreto de cambio de denominación de las carreteras del año 1997 aparecía una errata, denominándola como "EX-375 a Herrera de Alcántara". Errata que se corrigió en el catálogo de 2000, después de las transferencias entre la Junta de Extremadura y las Diputaciones Provinciales.

## Inicio
Tiene su origen en la intersección con la   EX-374 .

## Final
El final está en la localidad de Herrera de Alcántara y la   CC-172 .

## Trazado, localidades y carreteras enlazadas
La longitud real de la carretera es de 9.540 m, de los que la totalidad discurren en la provincia de Cáceres.
Su desarrollo es el siguiente:
| P. K.         | HITO                                         |
| ------------- | -------------------------------------------- |
| 0+000         | Inicio: EX-374                               |
| 3+700         | Intersección camino. (Santiago de Alcántara) |
| 6+360         | Intersección con CC-125 . (Cedillo)          |
| 8+440 - 9+540 | Travesía de Herrera de Alcántara             |
| 9+540         | Final: CC-172 (Herrera de Alcántara)         |

## Otros datos de interés
(IMD, estructuras singulares, tramos desdoblados, etc.).
Los datos sobre Intensidades Medias Diarias en el año 2006 son los siguientes:
| P. K.                        | IMD | Ligeros | Pesados | % Pesados |
| ---------------------------- | --- | ------- | ------- | --------- |
| 5+000 (Herrera de Alcántara) | 145 | 144     | 1       | 0,1       |

## Evolución futura de la carretera
La carretera se encuentra acondicionada dentro de las actuaciones previstas en el Plan Regional de Carreteras de Extremadura.